# Nicolas Vouilloz (labdarúgó)
Nicolas Vouilloz (Chêne-Bougeries, Genf kanton, 2001. május 11. –) svájci korosztályos válogatott labdarúgó, a Servette hátvédje.

## Pályafutása

### Klubcsapatokban
Nicolas Vouilloz a svájci Chêne-Bougeries-ben született. Az ifjúsági pályafutását a Signal FC Bernex-Confignonnál kezdte, majd a másodosztályú Servette akadémiájánál folytatta.
2018-ban mutatkozott be a Servette U21-es, majd 2019-ben a felnőtt csapatában. Először a 2020. június 24-ei, Sion elleni mérkőzésen lépett pályára. Első gólját 2021. december 18-án, a Luzern ellen 2–0-ra megnyert találkozón szerezte.

### A válogatottban
Vouilloz 2021-ben debütált a svájci U21-es válogatottban. Először a 2021. május 30-ai, Írország elleni mérkőzésen lépett pályára.

## Statisztikák
2022. szeptember 11. szerint
| Klub     | Szezon   | Osztály            | Bajnokság | Bajnokság | Kupa  | Kupa | Nemzetközi | Nemzetközi | Összesen | Összesen |
| Klub     | Szezon   | Osztály            | Meccs     | Gól       | Meccs | Gól  | Meccs      | Gól        | Meccs    | Gól      |
| -------- | -------- | ------------------ | --------- | --------- | ----- | ---- | ---------- | ---------- | -------- | -------- |
| Servette | 2019–20  | Swiss Super League | 9         | 0         | 0     | 0    | —          | —          | 9        | 0        |
| Servette | 2020–21  | Swiss Super League | 10        | 0         | 1     | 0    | 0          | 0          | 11       | 0        |
| Servette | 2021–22  | Swiss Super League | 23        | 1         | 2     | 0    | 0          | 0          | 25       | 1        |
| Servette | 2022–23  | Swiss Super League | 7         | 0         | 0     | 0    | 0          | 0          | 7        | 0        |
| Összesen | Összesen | Összesen           | 49        | 1         | 3     | 0    | 0          | 0          | 52       | 1        |

## Fordítás
Ez a szócikk részben vagy egészben  a   Nicolas Vouilloz (footballer) című angol Wikipédia-szócikk fordításán alapul.  Az eredeti cikk szerkesztőit annak laptörténete sorolja fel. Ez a jelzés csupán a megfogalmazás eredetét és a szerzői jogokat jelzi, nem szolgál a cikkben szereplő információk forrásmegjelöléseként.